# 李錦貴
李 錦貴（り きんき、Li Jingui、? - 1861年）は、清末の民衆反乱の指導者。チワン族。
広西省上林県出身。1855年に「大勇堂」を組織し、1856年に大元帥を称して蜂起、1857年8月に上林県城を占領し、知県を殺害した。上林県を澄江県と改称し、明義将軍大司馬を自称し、辮髪をやめ、太平天国の暦を用いた。1858年7月に清軍が攻撃してくると撤退したが、9月に再び上林に戻った。1859年7月より黄鼎鳳と連合して活動していたが、10月に石達開の部将の石鎮吉が賓州に駐屯すると、李錦貴は部隊を率いて参加し、翌年に石鎮吉から「澄江県大令」に封じられた。1861年2月に石達開の本隊を上林に迎え入れ、石達開から「純忠大柱国体天侯」に封ぜられた。しかし5月に病死した。